# Жеравица (презиме)
Жеравица је српско-хрватско презиме, у значењу „жара“ или „живи угаљ“. Може се односити на следеће особе:
- Милош Жеравица (1988), фудбалер
- Ранко Жеравица (1929), кошаркашки тренер у пензији
- Миро Жеравица (1972), пливач у пензији
- Грујица Жеравица (рођен око 1665–1669), хајдук